# Perizoma thules
Perizoma thules là một loài bướm đêm trong họ Geometridae.